# 大武庄

臺東廳管內圖(1938年)

大武庄為臺灣日治時期1937年至1945年間存在之行政區，轄屬台東廳台東郡。今台東縣大武鄉。

## 行政區劃
大武地區在清治時期至日治初期隸屬南鄉，臺東廳在1897年6月成立後，此處隸屬「卑南辨務署」。1900年5月3日，卑南辨務署改為「卑南出張所」。1901年6月19日，大武地區改隸新設立的「巴塱衛出張所」。1901年11月11日，巴塱衛出張所改為「巴塱衛支廳」。1905年7月17日，臺東廳改劃設為以地名稱呼的20區，大武地區被劃為「巴塱衛區」。1918年9月1日，大武窟社、打𣈏打蘭社、虷仔崙社、察𣈏密社改劃入「太麻里支廳太麻里區」。
1920年10月1日，原堡里鄉澚之行政區廢除，街庄社改為大字，原巴塱衛改為「大武區」，隸屬於臺東廳「大武支廳」，大武區轄域內分為大武、大得吉、大竹高、甘那壁、鴒子籠、獅子獅、大鳥萬、拔子洞等8個大字。1929年4月12日，大武區的「大得吉」改隸太麻里區。1937年10月1日，臺東廳實施街庄制，改支廳為郡、改區為街庄，大武區因此改為臺東郡「大武庄」，轄域內分為大武、大竹、加奈美、加津林、彩泉、大鳥、初屯等7個大字。
大字下的社分為：
- 大竹
  - 木古社（Tjukuvulj，愛國埔）
  - 遮角社（Tjaqup，工作地）
  - 大竹高社（Tjuwacuqu）
- 加奈美
  - 甘那壁社（Qaljapidj，加奈美）
- 加津林
  - 鴿子籠社（Gazelin，加津林）
- 彩泉
  - 獅子獅社（Sahayasai，彩泉）
- 初屯
  - 拔子洞社（Paqaljadan，初屯）
- 大鳥
  - 大鳥萬社（Pacavan）
  - 叭栳蘭社（大鳥）
- 大武
  - 巴塱衛社（Pangdrui，大武）

二戰後，大武庄改為「大武鄉」，原臺東郡蕃地部分也劃入大武鄉，此蕃地地區在1946年獨立為達仁鄉。
| 1905年   | 1905年             | 1920年   | 1920年   | 1937年   | 1937年   | 現在     | 現在                   |
| 區       | 街庄社             | 街庄區   | 大字     | 街庄     | 大字     | 鄉鎮     | 村里                   |
| -------- | ------------------ | -------- | -------- | -------- | -------- | -------- | ---------------------- |
| 巴塱衛區 | 大武窟社           | 太麻里區 | 大武窟   | 太麻里庄 | 南太麻里 | 太麻里鄉 | 金崙村                 |
| 巴塱衛區 | 虷仔崙社           | 太麻里區 | 虷仔崙   | 太麻里庄 | 金崙     | 太麻里鄉 | 金崙村                 |
| 巴塱衛區 | 打𣈏打蘭社         | 太麻里區 | 打𣈏打蘭 | 太麻里庄 | 多多良   | 太麻里鄉 | 多良村                 |
| 巴塱衛區 | 察𣈏密社           | 太麻里區 | 察𣈏密   | 太麻里庄 | 瀧       | 太麻里鄉 | 多良村                 |
| 巴塱衛區 | 大得吉社           | 大武區   | 大得吉   | 太麻里庄 | 大溪     | 太麻里鄉 | 多良村                 |
| 巴塱衛區 | 巴塱衛庄、巴塱衛社 | 大武區   | 大武     | 大武庄   | 大武     | 大武鄉   | 大武村、尚武村、南興村 |
| 巴塱衛區 | 大竹高社           | 大武區   | 大竹高   | 大武庄   | 大竹     | 大武鄉   | 大竹村                 |
| 巴塱衛區 | 甘那壁社           | 大武區   | 甘那壁   | 大武庄   | 加奈美   | 大武鄉   | 大竹村                 |
| 巴塱衛區 | 鴒仔籠社           | 大武區   | 鴒子籠   | 大武庄   | 加津林   | 大武鄉   | 大竹村                 |
| 巴塱衛區 | 獅仔獅社           | 大武區   | 獅子獅   | 大武庄   | 彩泉     | 大武鄉   | 大鳥村                 |
| 巴塱衛區 | 大鳥萬社           | 大武區   | 大鳥萬   | 大武庄   | 大鳥     | 大武鄉   | 大鳥村                 |
| 巴塱衛區 | 拔仔洞社           | 大武區   | 拔子洞   | 大武庄   | 初屯     | 大武鄉   | 大鳥村                 |

## 區、庄長
- 巴塱衛區長
  - 潘傳：1910年
  - 劉秀標：1911年至1919年
- 大武區長
  - 林有生：1920年至1922年
  - 山村榮太郎：1923年至1926年（原任岩灣浮浪者收容所警部補）
  - 川野源藏：1927年至1929年（原任大武支廳警部補）
  - 小畑世肅：1930年至1936年（原任鹿野公學校長，後任關山庄長）
- 大武庄長
  - 三浦研一：1937年至1944年[7]

## 設施
- 大武庄役場
- 臺東郵便局大武出張所
- 臺灣總督府氣象臺大武測候所（今大武氣象站）
- 大武尋常高等小學校→大武國民學校
- 大武公學校→大武大橋國民學校（今大武國小）
- 大鳥公學校→大鳥國民學校（今大鳥國小）
- 大竹公學校→大竹國民學校（戰後為大竹國小，1996年併入大鳥國小）